# Rudlice
Rudlice är en ort i Tjeckien.   Den ligger i regionen Södra Mähren, i den sydöstra delen av landet, 170 km sydost om huvudstaden Prag. Rudlice ligger 277 meter över havet och antalet invånare är 107.
Terrängen runt Rudlice är huvudsakligen platt. Rudlice ligger nere i en dal. Runt Rudlice är det ganska tätbefolkat, med 78 invånare per kvadratkilometer. Närmaste större samhälle är Znojmo, 10,4 km söder om Rudlice. Trakten runt Rudlice består till största delen av jordbruksmark.